# Turuka (krater)
Turuka är en krater i Kenya.   Den ligger i länet Isiolo, i den centrala delen av landet, 210 km nordost om huvudstaden Nairobi. Toppen på Turuka är 1 328 meter över havet.
Terrängen runt Turuka är kuperad österut, men västerut är den platt. Runt Turuka är det tätbefolkat, med 297 invånare per kvadratkilometer. Närmaste större samhälle är Maua, 18,1 km sydost om Turuka. Omgivningarna runt Turuka är en mosaik av jordbruksmark och naturlig växtlighet.